# Axinaea weberbaueri
Axinaea weberbaueri là một loài thực vật có hoa trong họ Mua. Loài này được Cogn. mô tả khoa học đầu tiên năm 1913.